# حزب الوطن (اليمن)

شعار حزب الوطن

 حزب الوطن  هو حزب سياسي يمني تأسس خلال ثورة الشباب اليمنية من شباب مستقلين عن حزبي التجمع اليمني للإصلاح وحزب المؤتمر الشعبي العام  يقول مؤسسي الحزب أن أيدولوجيته ليست يسارية ولا يمينية ولا قبلية بل وسطية  لا يحظى الحزب بقاعدة قبلية ولا عسكرية ويقول مؤسسوه أن الشعب اليمني هو ظهره وأنه قام ليلغي فكرة وجود أذرع عسكرية وقبلية للأحزاب ويقول أن عدد أعضائه بلغ الخمسة آلاف عضو وافقت لجنة الأحزاب اليمنية على إنشاء الحزب في 24 يوليو 2013 ومؤسسه هو الناشط ريدان المتوكل  ابن الكاتب اليمني محمد عبد الملك المتوكل.